# Lens-Lestang

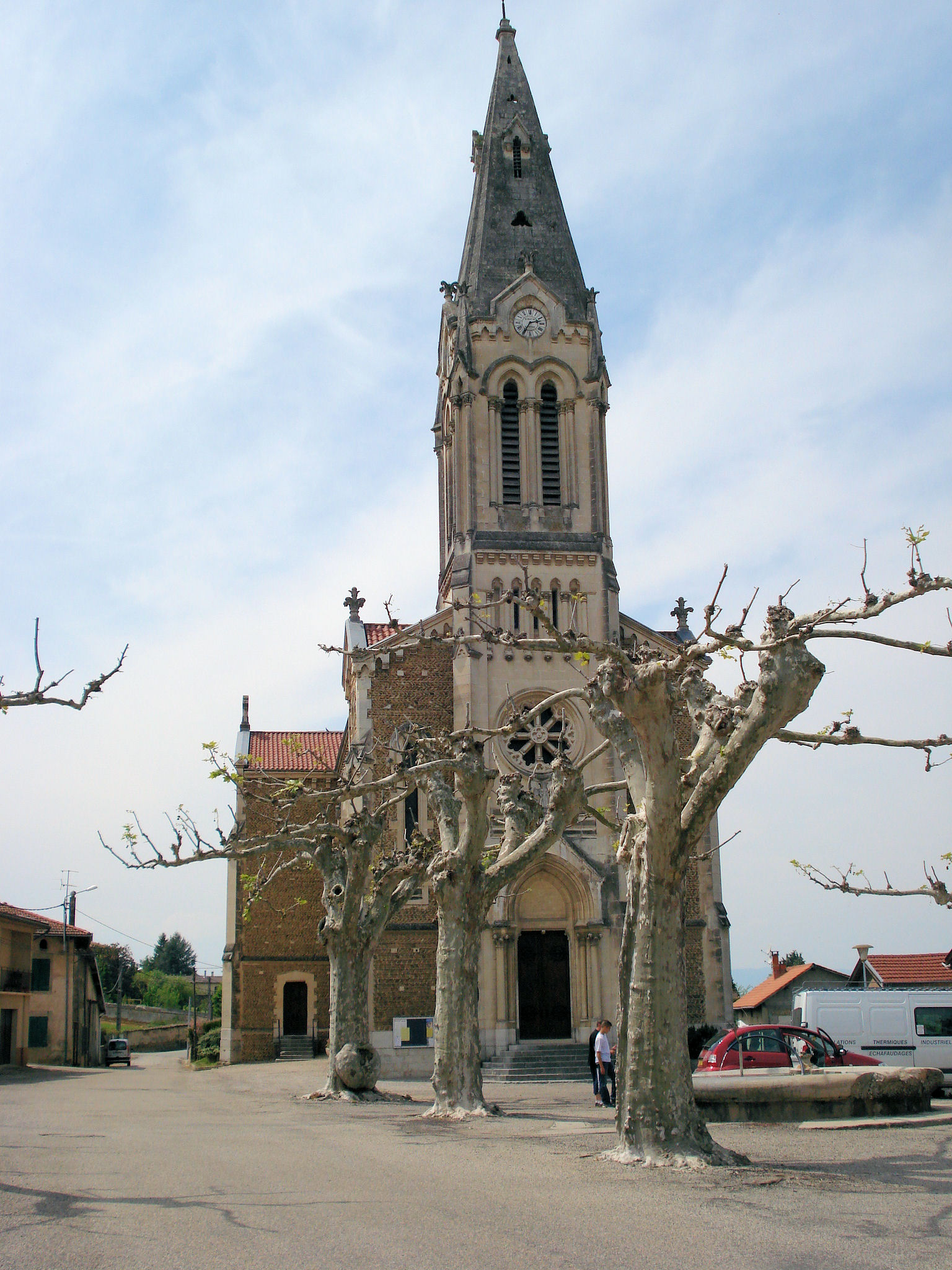
Kościół św. Jana Chrzciciela w Lens-Lestang, 2008

Lens-Lestang – miejscowość i gmina we Francji, w regionie Owernia-Rodan-Alpy, w departamencie Drôme.
Według danych na rok 1990 gminę zamieszkiwało 629 osób, a gęstość zaludnienia wynosiła 38 osób/km² (wśród 2880 gmin regionu Rodan-Alpy Lens-Lestang plasuje się na 1039. miejscu pod względem liczby ludności, natomiast pod względem powierzchni na miejscu 677.).